# Taaienberg
De Taaienberg is een heuvel en straat in de Vlaamse Ardennen in Etikhove (Maarkedal) in de Belgische provincie Oost-Vlaanderen. De straat is bestraat met kasseien en werd in 1995 beschermd als monument.
Tijdens de Tweede Wereldoorlog op 29 november 1943 werd de Thunderbolt van Amerikaans piloot Harry Pruden Jr. door een Duitse Focke Wulf neergeschoten. Het toestel sloeg met grote snelheid in op de flank van de Taaienberg en de piloot kwam om .

## Wielrennen

### Ronde van Vlaanderen
De Taaienberg werd regelmatig beklommen in de wielerklassieker Ronde van Vlaanderen. Het is een venijnige klim van 800 meter met kasseistroken.
In 1993 werd ze vervangen door de Bossenaarberg wegens heraanleg.
De Taaienberg is in totaal reeds 51 maal (1974-1992, 1994-2025) beklommen in de Ronde.
In 1974 en 1975 werd ze in de Ronde voorafgegaan door de Oude Kruisens en gevolgd door de Eikenberg. Van 1976-1981 lag ze gesitueerd tussen Koppenberg en Eikenberg. Van 1982-1987 tussen Koppenberg en Berg ten Houte. Van 1988-1990 tussen Kortekeer en Berg ten Houte. In 1991 tussen Nieuwe Kruisberg en Bovenstraat/Kouterberg. In 1992 tussen Nieuwe Kruisberg en Eikenberg.
In 1994 werd ze gesitueerd tussen Kruisberg en Eikenberg, in 1995 en 1996 tussen Kortekeer en Eikenberg. In 1997 tussen Kortekeer en Steenberg. In de periode 1998-2001 ligt ze continu tussen Kortekeer en Eikenberg, na de herintrede van de Koppenberg in 2002 ligt ze onafgebroken tussen Steenbeekdries en Eikenberg (in 2003 tussen Steenbeekdries en Ladeuze in verband met wegwerkzaamheden aan de Eikenberg). In 2007 ligt ze eveneens tussen Steenbeekdries en Eikenberg, ondanks dat de Koppenberg is vervangen door de Kortekeer. In 2008 is de Taaienberg gesitueerd tussen Steenbeekdries en Berg ten Stene. In 2009-2011 ligt de helling weer tussen Steenbeekdries en Eikenberg. In 2012 is ze de eerste helling van de dag, gevolgd door de Eikenberg. In 2013 is de helling gesitueerd tussen de Tiegemberg en de Eikenberg. In de periode 2014-2025 ligt ze tussen Steenbeekdries en Kruisberg (Oudestraat).

### Andere wielerkoersen
De Taaienberg wordt tevens vaker beklommen in de E3 Harelbeke en de Omloop Het Nieuwsblad. Voorheen werd de helling opgenomen in de 2e rit van de Driedaagse van De Panne-Koksijde, de laatste maal in 2006. De laatste jaren wordt ze ook wel opgenomen in Dwars door Vlaanderen. Verder wordt ze opgenomen in Dwars door de Vlaamse Ardennen.

### Monument
De Taaienberg is de afgelopen jaren nog populairder geworden omdat het de favoriete "berg" was van publiekslieveling Tom Boonen. Hij testte hier steevast zijn eigen benen en die van de concurrentie. Vandaar dat de Taaienberg soms de Boonenberg wordt genoemd. In 2023 werd op de top van de Taaienberg het monument Boonen benen opgericht, een gegoten bronzen beeld van Boonens benen. 

### Recreatieve routes
De helling zit ook in de recreatieve fietsroutes LF Vlaanderenroute en LF Heuvelroute en de blauwe lus van de Ronde van Vlaanderenroute.

## Afbeeldingen

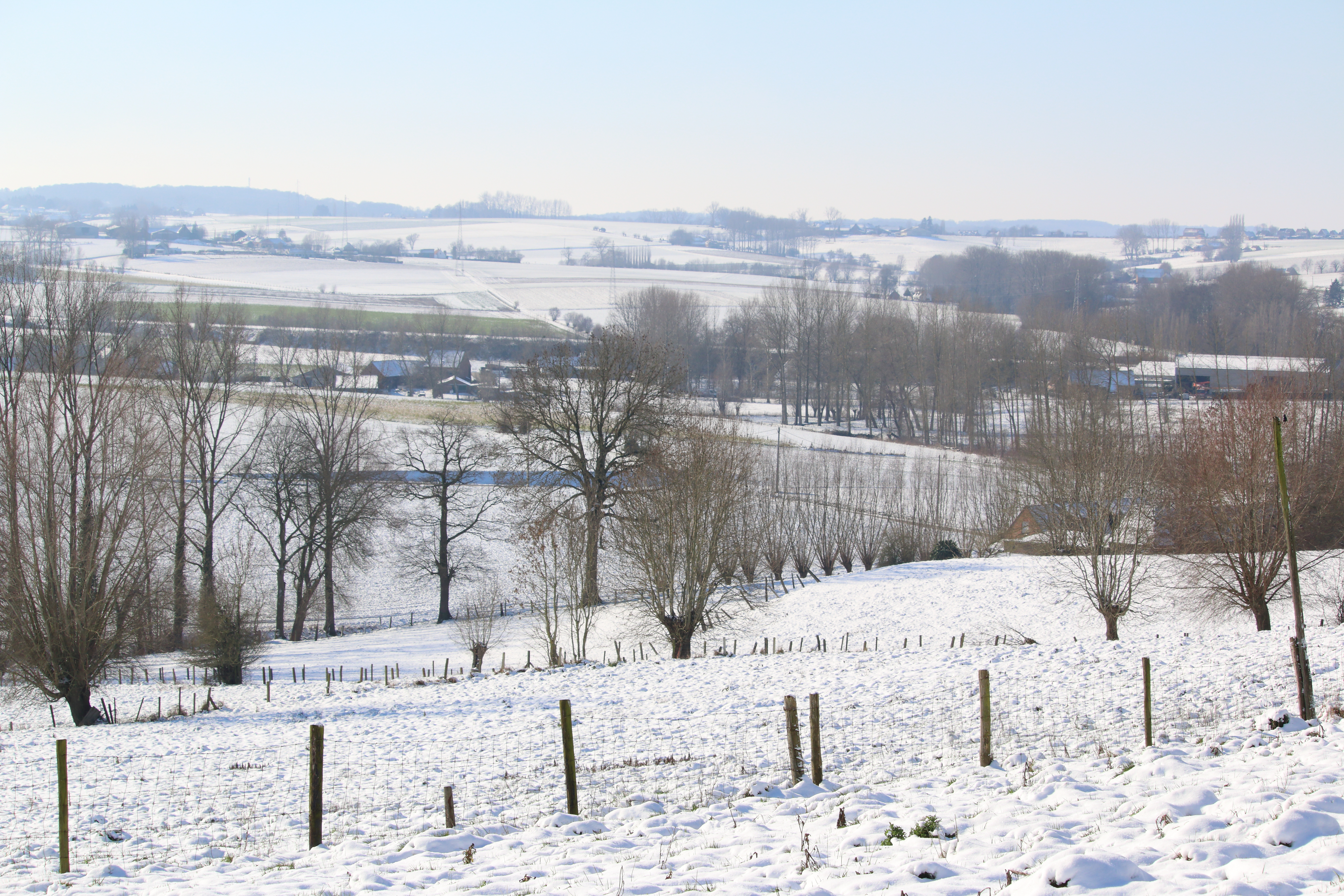
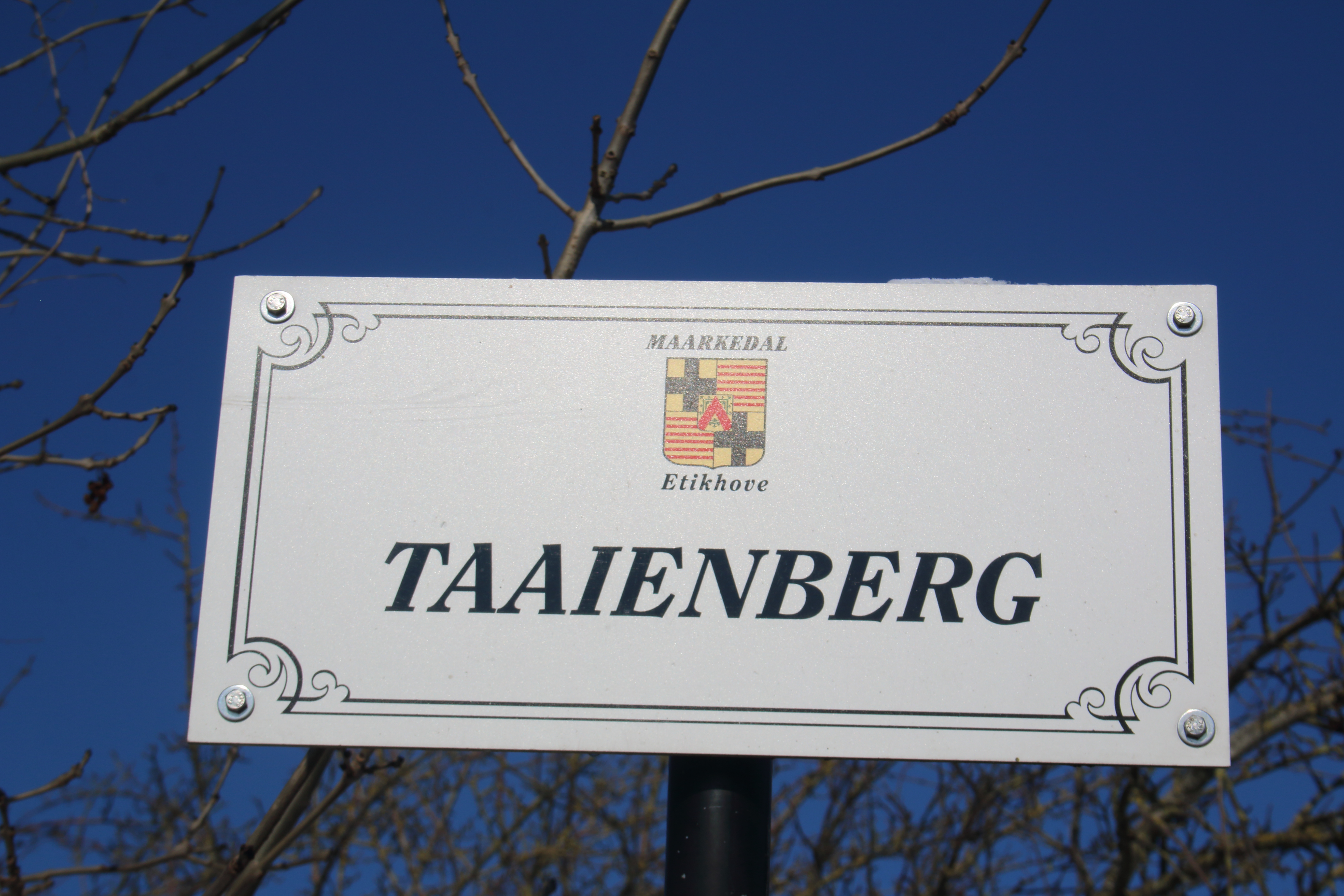
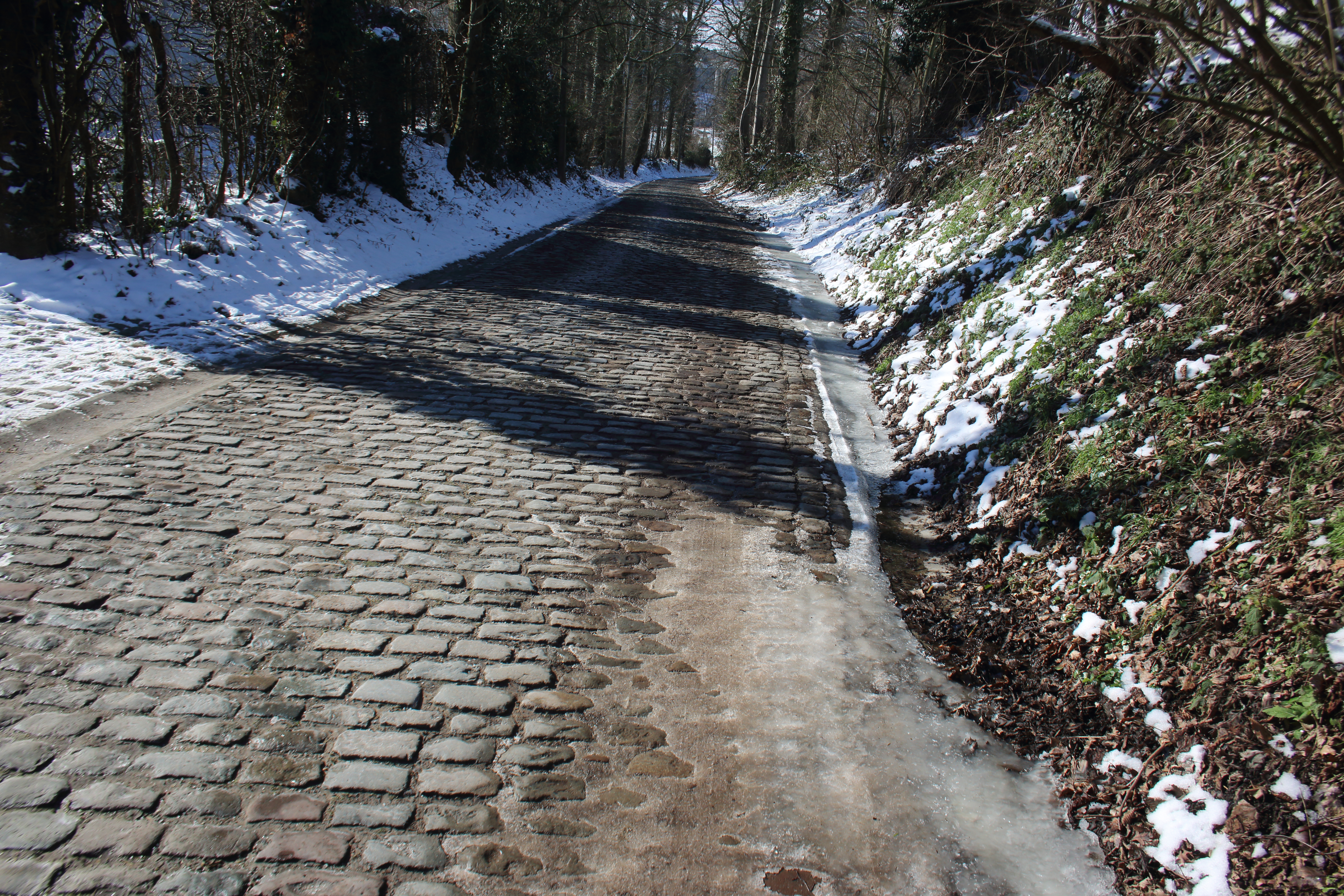
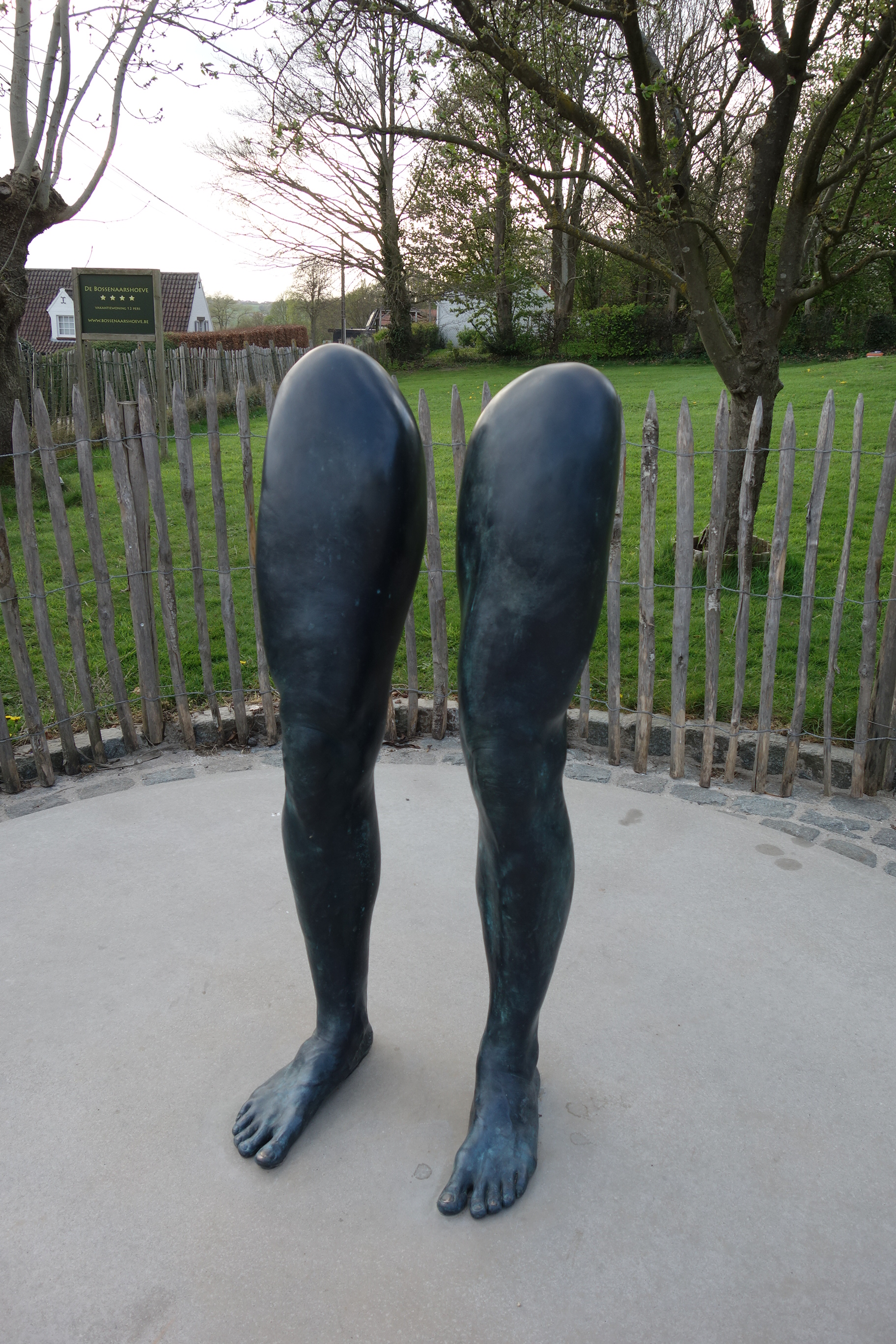